# Boyle River (Neuseeland)
Der Boyle River ist ein rund 43 km langer Fluss im Hurunui District, im Norden der Region Canterbury auf der Südinsel von Neuseeland.

## Geographie
Das Quellgebiet des Boyle River befindet sich rund 420 m östlich, unterhalb des Gipfels des 1737 m hohen Trovatore, einem Berg in der Bergkette der Opera Range. Der Fluss entspringt einem kleinen See und fließt zunächst rund 3 km in östlich Richtung, um dann in einem großzügigen Bogen nach Süden zu schwenken und dem Tal, durch das der St James Walkway führt, rund 13 km in südliche Richtung zu folgen. Nach einem erneuten Richtungswechsel in westliche Richtung mündet nach insgesamt 28 Flusskilometer der Lewis River von Norden kommend in den Boyle River. Nach der Vereinigung der beiden Flüsse fließt der Boyle River wieder in Richtung Süden und nachdem der Doubtful River von Westen her seine Wässer zugetragen hat, mündet der Boyle River wenige km weiter südlich in den nach Osten fließenden Hope River.
Zu erreichen ist der Boyle River über den New Zealand State Highway 7 an dessen Brückenüberquerung der Lewis River in den Boyle River mündet.

## Boyle Village
An dem Zusammenfluss des Lewis River und dem Boyle River liegt die kleine Siedlung Boyle Village, wo sich auch das Boyle River Outdoor Education Centre befindet, in dem Jugendliche unter Anleitung Outdoor-Erfahrungen sammeln können.

## St James Walkway
Der St James Walkway ist ein rund 66 km langer Rundwanderweg für eine fünf-tägige Wandertour, dessen Weg vom Anne River über den Anne Saddle kommend, über rund 21 km flussabwärts den Boyle River bis zu seinem Zusammentreffen mit dem Lewis River begleitet. Auf diesem Weg befinden sich die drei Schutzhütten Rokeby Hut, Boyle Flat Hut und Magdalen Hut.